# علم إقليم الشمال الغربي
علم الإقليم الشمال الغربي، هو علم الاشخاص الذين لا يملكون الوطنية من الإقليم الشمالي الغربي الكندي. اعتُمد الإقليم الشمالي الغربي عن طريق المجلس التشريعي عام 1969.

## علم شركة خليج هيودسن
العلم الاصلي من شركة خليج هيودسن كان بمثابة العلم الإقليمي من ارض روبرت والإقليم الشمالي الغربي التي  اشترتها كندا عام 1869 . بعد ساسكاتشوين والبيرتا واصبح مالاقليم اللشمالي الغربي من أكثر الأراضي شعبية عام 1905، العلم لم يستمر. وتم إنشاء المجلس التشريعي للإقليم الشمالي الغربي عام 1951.

## العلم الحالي
أول علم رسمي  للإقليم الشمالي الغربي اعتمد عن طريق لجنة خاصة من المجلس التشريعي للإقليم الشمالي عام 1969. اللجنة روجعت وادخلت من مسابقة واسعة في كندا. الفائز في هذه المسابقة كان روبرت بيسانت من بلدة مارغريت من منطقة مانتوبيا.
يتميز العلم بحقل ازرق، الذي يعبر عن الكندي الشاحب (الشريط الابيض أخذ نصف عرض العلم)، في المنتصف هناك درع مكون من معطف من اسلحة الإقليم الشمالي الغربي. الازرق يمثل وفرة المياه في الإقليم، بينما يمثل الابيض الثلج والجليد.
الخطان الازرقان يمثلان عدة الانهار والبحيرات في الإقليم الشمالي الغربي. الجزء الابيض يمثل تساوِ الأراضي الثلجية والمتجمدة بالخطان الزرق مجتمعان (الانهار والبحيرات). درع الإقليم وضع ببنتصف الجزء الابيض.الجزء الابيض الذي يقطع بخط ازرق مموج من الدرع، يمثل المحيط المتجمد الشمالي والممر الشمالي الغربي، الخط المائل يمثل خط الشجرة، يقسم الخط السفلي إلى جزء احمر واخضر، الاخضر يمثل الاشجار، والاحمر يمثل اقليم التندرا.الاشرطة الخضراء في الجزء الاخضر والثعلب الابيض الموجود بالجزء الاحمر يمثلان توفر المعادن والفرو التي ارتكزت عليها تاريخ وازدهار الاقاليم الشمالية الغربية.